# Майек, Роберт
Роберт Майек (нем. Robert Majek) — австрийско-швейцарский пианист и композитор. Сын композитора Карла Шиске.
Окончил Женевскую консерваторию (1964) по классу Луи Хильтбранда; учился также у Юра Гюллер. Изучал композицию под руководством Альфреда Уля и своего отца.
В 1964 году выиграл Международный конкурс исполнителей в Женеве. В ходе выступления на конкурсе продемонстрировал, по мнению Жана Дербеса, «мистическую силу» своих интерпретаций, нацеленных скорее на сакральное отношение к искусству, чем на виртуозность; сходные оценки получали у музыкальной критики и последовавшие за победой гастроли по Швейцарии. Выступая годом позже на Международном конкурсе пианистов имени Шопена, Майек, по мнению польского шопеноведа Януша Экерта, проявил себя как «зрелый, большой художник», в искусстве которого все краски подчинены строгой логике.
В дальнейшем спорадически продолжал концертировать как пианист, в 1980 г. записал вместе с Франческо Разелли, Марио Венцаго, Рамой Юккером и Кети Голь Анданте и вариации Роберта Шумана для валторны, двух фортепиано и двух виолончелей. Также преподавал фортепиано в Женеве. В большей степени, однако, посвятил себя композиции, нередко сотрудничая с Венцаго как дирижёром: под руководством Венцаго музыку Майека исполнял Оркестр радио и телевидения итальянской Швейцарии, а в 1987 г. Венцаго дирижировал Венским симфоническим оркестром при исполнении Каденции Майека для четырёх фортепиано с оркестром (1973—1974).